# Elecciones al Parlamento Europeo de 2009
En las elecciones al Parlamento Europeo de 2009 se eligió a los diputados del Parlamento Europeo que representarán a los ciudadanos europeos en la legislatura que abarcará desde 2009 hasta 2014. Estas elecciones se celebraron en torno al domingo 7 de junio de 2009, aunque la fecha exacta dependía de cuál fuera la jornada habitual de elecciones en cada estado miembro.
Los eurodiputados se eligen en cada Estado miembro por separado; la presentación de candidatos está reservada a los partidos políticos nacionales. Sin embargo, los partidos de diferentes Estados, pero con la misma ideología política, suelen aliarse y formar partidos políticos a escala europea, los núcleos de los grupos parlamentarios en el Parlamento Europeo.
Los diferentes sistemas electorales en la Unión Europea no son homogéneos. Todos los países siguen un sistema proporcional —incluidos el Reino Unido y Francia, que a nivel nacional tienen un sistema mayoritario—, pero existen notables diferencias locales. Sin embargo, el Tratado de Niza de 2003 (art. 190.4) indica el objetivo de homogeneizar el sistema de voto para las elecciones europeas en toda la Unión.
En España se aplica un sistema de circunscripción única, de forma que se suman los votos de todos los ciudadanos españoles, y se reparten proporcionalmente los escaños, aplicando como es habitual el Sistema d'Hondt.

## Número de escaños por elegir

Diputados de la Séptima Legislatura del PE:
GP Populares Europeos
GP Socialistas y Demócratas
GP Liberales y Demócratas
GP ALE-Los Verdes
GP Conservadores
GP La Izquierda
GP Euroescépticos
GP de no inscritos

En el momento de las elecciones se aplicó el Tratado de Niza, en el que se asigna a cada país un número de escaños hasta un total de 736 escaños, en lugar de los 785 actuales. De ser ratificado el Tratado de Lisboa de 2007, se ampliarán los escaños que corresponden a cada país, hasta un total de 751, aumentando o manteniendo todos los países su número de escaños excepto Alemania. En el caso de Alemania, se mantendrán los 99 diputados electos hasta el final de la legislatura.
| Distribución de Escaños tras las Elecciones al Parlamento Europeo de 2009 | Distribución de Escaños tras las Elecciones al Parlamento Europeo de 2009 | Distribución de Escaños tras las Elecciones al Parlamento Europeo de 2009 | Distribución de Escaños tras las Elecciones al Parlamento Europeo de 2009 | Distribución de Escaños tras las Elecciones al Parlamento Europeo de 2009 | Distribución de Escaños tras las Elecciones al Parlamento Europeo de 2009 | Distribución de Escaños tras las Elecciones al Parlamento Europeo de 2009 | Distribución de Escaños tras las Elecciones al Parlamento Europeo de 2009 | Distribución de Escaños tras las Elecciones al Parlamento Europeo de 2009 | Distribución de Escaños tras las Elecciones al Parlamento Europeo de 2009 | Distribución de Escaños tras las Elecciones al Parlamento Europeo de 2009 | Distribución de Escaños tras las Elecciones al Parlamento Europeo de 2009 | Distribución de Escaños tras las Elecciones al Parlamento Europeo de 2009 | Distribución de Escaños tras las Elecciones al Parlamento Europeo de 2009 |
| ------------------------------------------------------------------------- | ------------------------------------------------------------------------- | ------------------------------------------------------------------------- | ------------------------------------------------------------------------- | ------------------------------------------------------------------------- | ------------------------------------------------------------------------- | ------------------------------------------------------------------------- | ------------------------------------------------------------------------- | ------------------------------------------------------------------------- | ------------------------------------------------------------------------- | ------------------------------------------------------------------------- | ------------------------------------------------------------------------- | ------------------------------------------------------------------------- | ------------------------------------------------------------------------- |
| Estado miembro                                                            | 2007                                                                      | 2009 Niza                                                                 | >2010 Lisboa                                                              |                                                                           | Estado miembro                                                            | 2007                                                                      | 2009 Niza                                                                 | >2010 Lisboa                                                              |                                                                           | Estado miembro                                                            | 2007                                                                      | 2009 Niza                                                                 | >2010 Lisboa                                                              |
| Alemania                                                                  | 99                                                                        | 99                                                                        | 96                                                                        | República Checa                                                           | 24                                                                        | 22                                                                        | 22                                                                        | Eslovaquia                                                                | 14                                                                        | 13                                                                        | 13                                                                        |                                                                           |                                                                           |
| Francia                                                                   | 78                                                                        | 72                                                                        | 74                                                                        | Grecia                                                                    | 24                                                                        | 22                                                                        | 22                                                                        | Irlanda                                                                   | 13                                                                        | 12                                                                        | 12                                                                        |                                                                           |                                                                           |
| Italia                                                                    | 78                                                                        | 72                                                                        | 73                                                                        | Hungría                                                                   | 24                                                                        | 22                                                                        | 22                                                                        | Lituania                                                                  | 13                                                                        | 12                                                                        | 12                                                                        |                                                                           |                                                                           |
| Reino Unido                                                               | 78                                                                        | 72                                                                        | 73                                                                        | Portugal                                                                  | 24                                                                        | 22                                                                        | 22                                                                        | Letonia                                                                   | 9                                                                         | 8                                                                         | 9                                                                         |                                                                           |                                                                           |
| España                                                                    | 54                                                                        | 50                                                                        | 54                                                                        | Suecia                                                                    | 19                                                                        | 18                                                                        | 20                                                                        | Eslovenia                                                                 | 7                                                                         | 7                                                                         | 8                                                                         |                                                                           |                                                                           |
| Polonia                                                                   | 54                                                                        | 50                                                                        | 51                                                                        | Austria                                                                   | 18                                                                        | 17                                                                        | 19                                                                        | Chipre                                                                    | 6                                                                         | 6                                                                         | 6                                                                         |                                                                           |                                                                           |
| Rumania                                                                   | 35                                                                        | 33                                                                        | 33                                                                        | Bulgaria                                                                  | 18                                                                        | 17                                                                        | 18                                                                        | Estonia                                                                   | 6                                                                         | 6                                                                         | 6                                                                         |                                                                           |                                                                           |
| Países Bajos                                                              | 27                                                                        | 25                                                                        | 26                                                                        | Finlandia                                                                 | 14                                                                        | 13                                                                        | 13                                                                        | Luxemburgo                                                                | 6                                                                         | 6                                                                         | 6                                                                         |                                                                           |                                                                           |
| Bélgica                                                                   | 24                                                                        | 22                                                                        | 22                                                                        | Dinamarca                                                                 | 14                                                                        | 13                                                                        | 13                                                                        | Malta                                                                     | 5                                                                         | 5                                                                         | 6                                                                         |                                                                           |                                                                           |
|                                                                           |                                                                           |                                                                           |                                                                           |                                                                           |                                                                           |                                                                           |                                                                           |                                                                           |                                                                           | Total:                                                                    | 785                                                                       | 736                                                                       | 751                                                                       |

## Fecha de las elecciones
Las elecciones se celebran en diversas fechas en los diversos Estados miembros, siempre dentro del rango de cuatro días que acuerda el Parlamento Europeo, y que en esta ocasión es del jueves 4 al domingo 7 de junio.
Sin embargo, generalmente aquellos países que votan antes del domingo, no realizan el escrutinio hasta que hayan finalizado las votaciones en otros países.
| Estado miembro | Fecha          |                 |                |            | Estado miembro | Fecha |  |  |  | Estado miembro | Fecha |
| Alemania       | 7 de junio     | República Checa | 5 y 6 de junio | Eslovaquia | 6 de junio     |       |  |  |  |                |       |
| Francia        | 7 de junio     | Grecia          | 7 de junio     | Irlanda    | 5 de junio     |       |  |  |  |                |       |
| Italia         | 6 y 7 de junio | Hungría         | 7 de junio     | Lituania   | 7 de junio     |       |  |  |  |                |       |
| Reino Unido    | 4 de junio     | Portugal        | 7 de junio     | Letonia    | 6 de junio     |       |  |  |  |                |       |
| España         | 7 de junio     | Suecia          | 7 de junio     | Eslovenia  | 7 de junio     |       |  |  |  |                |       |
| Polonia        | 7 de junio     | Austria         | 7 de junio     | Chipre     | 6 de junio     |       |  |  |  |                |       |
| Rumania        | 7 de junio     | Bulgaria        | 7 de junio     | Estonia    | 7 de junio     |       |  |  |  |                |       |
| Países Bajos   | 4 de junio     | Finlandia       | 7 de junio     | Luxemburgo | 7 de junio     |       |  |  |  |                |       |
| Bélgica        | 7 de junio     | Dinamarca       | 7 de junio     | Malta      | 6 de junio     |       |  |  |  |                |       |

## Antecedentes políticos a nivel europeo

### Crisis de ratificación del Tratado de Lisboa
Según el calendario previsto, el tratado de Lisboa que reforma el sistema político de la Unión Europea debía entrar en vigor el 1 de enero de 2009; por lo tanto, las elecciones europeas de 2009 habrían sido las primeras según el reglamento del nuevo tratado. Sin embargo, a causa del rechazo del tratado en un referéndum en Irlanda el 12 de junio de 2008, la ratificación no pudo llevarse a cabo a tiempo, por lo que la elección tendrá lugar según el modo previsto por el tratado de Niza.
Candidatos de varios partidos, entre ellos el Partido de la Izquierda Europea y el nuevo partido Libertas, anunciaron que  el tratado de Lisboa sería un tema central de sus respectivas campañas electorales. Sin embargo, el Parlamento Europeo ya dio su visto bueno a este tratado durante la legislatura 2004-2009, por lo que el resultado de las elecciones de 2009 no tendrán influencias directas sobre la continuación del proceso de ratificación.

### Programas electorales y candidatos principales
Igual que en anteriores elecciones europeas se espera que las campañas electorales se centrarán, sobre todo, en cuestiones de política nacional de los respectivos Estados miembros, en vez de tener como centro la política europea. Para hacer frente a esto, los partidos políticos europeos trataron de redactar programas comunes. Estos fueron presentados por los liberales (ELDR) el 31 de octubre, por el Partido de la Izquierda Europea (PIE) el 29 de noviembre, por los socialistas (PSE) el 1 de diciembre de 2008, por los conservadores (PPE) el 30 de enero de 2009 y por los Verdes (PVE) el 28 de marzo de 2009.
Sin embargo, ninguno de los partidos principales, PPE y PSE, logró elegir un candidato propio para el cargo del presidente de la Comisión Europea. Este no es nombrado por el Parlamento Europeo, sino por el Consejo Europeo; sin embargo, el Parlamento tiene un derecho de veto que podría usar para imponer un candidato propio. No obstante, el PPE se restringió a recomendar un segundo mandato de José Manuel Durão Barroso, mientras el PSE no logró ponerse de acuerdo sobre un candidato alternativo. Si bien algunos de los miembros del PSE querían proponer Poul Nyrup Rasmussen como candidato, los socialistas de España (PSOE) y Portugal (PS), con un peso específico dentro del PSE por estar en el gobierno en sus respectivos países, preferían mantener al portugués Barroso, si bien este pertenece a la familia política del PPE.

### Posibilidades de coalición
Desde las primeras elecciones directas en 1979, el Parlamento Europeo ha sido marcado por la cooperación informal entre los dos grupos mayoritarios, PPE y PSE, lo cual fue criticado repetidamente por los grupos menores, especialmente liberales y verdes. A finales de 2008, el portavoz del grupo liberal, Graham Watson, anunció su objetivo de participar en un "pacto ideológico" estable después de las elecciones, sea con el PPE o con el PSE. Sin embargo, de momento, ninguna de estas coaliciones tendría una mayoría en el Parlamento. Además, Watson anunció a inicios de 2009 su candidatura por la presidencia del Parlamento Europeo. Este cargo, que de momento es desempeñado por el alemán Hans-Gert Pöttering (PPE), tradicionalmente ha sido repartido entre PPE y PSE para media legislatura cada uno. Sin embargo, el liberal Pat Cox ya había sido presidente del Parlamento con apoyo del PPE entre 2002 y 2004. Por lo tanto, el PSE anunció estar preparado para enfrentarse a una "alianza antisocialista" después de las elecciones.

### Discusiones por reagrupamientos de los grupos políticos en el Parlamento
Antes de las elecciones, se están discutiendo las entradas y salidas posibles de varios partidos nacionales en los grupos políticos del Parlamento Europeo. Tales cambios de grupo por parte de partidos pequeños o por determinados diputados no relativamente frecuentes en el Parlamento Europeo; sin embargo, antes de las elecciones, se debaten también los cambios de varios partidos más grandes, que podrían influenciar la relación de fuerzas entre los grupos parlamentarios en general.
Así, en 2007 se formó en Italia el nuevo Partido Democrático (PD) de varios partidos que de momento pertenecen en parte al grupo socialista (diez diputados), en parte al grupo liberal (nueve). La pertenencia a un partido político europeo fue controvertida dentro del PD; a inicios de diciembre de 2008, su secretario general Walter Veltroni anunció que el PD cooperaría con el PSE, pero sin formar parte de él. Sin embargo, todavía no está del todo claro si, después de las elecciones, los diputados del PD pertenecerán por completo al grupo socialista o se repartirán entre el socialista y el liberal.
Además, está abierto si el Partido Conservador británico (ahora con veintisiete diputados) seguirá en el grupo del PPE después de las elecciones. Hasta 1992, el Partido Conservador había formado un grupo propio con los Demócratas Europeos (DE), que luego fusionó con el del PPE. En 2005, David Cameron (elegido posteriormente a la presidencia del Partido Conservador) anunció su intención de salir de este grupo conjunto, por lo que en 2006 los conservadores ingleses fundaron el Movimiento para la Reforma Europea (MRE), junto con los conservadores checos del ODS. Según los planes de Cameron, este MRE debía formar un partido político europeo con un grupo propio después de las elecciones. Sin embargo, para esto se necesitan partidos miembros de al menos siete Estados de la UE, algo que el MRE no consiguió hasta inicios de 2009. Por lo tanto, se empezó a discutir la alternativa de una asociaicón entre el Partido Conservador británico y la Unión por la Europa de las Naciones (UEN), un grupo menor de tendencia nacional-conservador y euroescéptico. Esto reforzaría notablemente a la UEN, que de momento cuenta con cuarenta y cuatro diputados. Sin embargo, algunos de los eurodiputados del Partido Conservador británico aún defienden la permanencia en el grupo del PPE.
Por otra parte, el Fianna Fáil irlandés (FF, ahora con cuatro diputados) saldrá de la UEN después de las elecciones. Desde hace tiempo, el FF mantiene un curso más europeísta que el resto de la UEN; además, por razones históricas no quiere pertenecer a un mismo grupo con los conservadores británicos. En abril de 2009, el FF anunció su entrada en el partido europeo liberal ELDR.

## Candidaturas y programas electorales
Dado que las elecciones europeas tienen lugar en todos los Estados miembro por separado, con listas nacionales, los partidos políticos que se presentan a las elecciones difieren en cada país. Sin embargo, los partidos con ideología similar pertenecen, a nivel europeo, a los llamados partidos políticos europeos. La mayoría de éstos ha publicado manifiestos electorales conjuntos, cuyos contenidos básicos se presentarán a continuación. No tienen un programa electoral común los partidos de derecha de la Alianza por la Europa de las Naciones y los euroescépticos de EUDemocrats..

### Política económica y financiera
Un tema central de la campaña electoral es la crisis financiera mundial y las discusión sobre una regulación del mercado financiero más estricta. Además, se debaten posibles reformas del estatuto del Banco Central Europeo (BCE) y del pacto de estabilidad y crecimiento. Algunos partidos también proponen medidas en política fiscal, por ejemplo en el sentido de una armonización de los sistemas tributarios de los Estados miembros.
- Para superar la crisis económica, el Partido Popular Europeo (PPE) exige una ampliación del mercado común europeo a los sectores de servicios, energía y transportes. Están en contra de una reforma del BCE o del pacto de estabilidad, sobre todo rechazan ampliar el déficit presupuestario permitido. Para el control de los mercados financieros, el PPE exige el desarrollo de un sistema de regulación europeo dentro del marco de una cooperación mundial. Por otra parte, advierte contra una sobrerregulación. Además, el PPE exige bajar los impuestos y simplificar los sistemas presupuestarios nacionales.
- El Partido Socialista Europeo (PSE) exige ampliar el volumen crediticio del Banco Europeo de Inversiones para garantizar el abastecimiento de la economía con créditos. Además, propone una reforma del BCE para que la política de este ya no tenga como único objetivo la estabilidad de los precios, sino también el crecimiento económico y el empleo. El PSE exige la regulación de todos los actores financieros, el control democrático de las instituciones financieras globales y la lucha contra los paraísos fiscales.
- El Partido Europeo Liberal Demócrata Reformista (ELDR) quiere una ampliación del mercado común a los sectores de energía, servicios postales, servicios financieros, ferrocarriles y sanidad. Además, quiere fomentar la libre circulación de empleados y reducir fronteras comerciales dentro del marco de la OMC. Está en contra de una reforma del pacto de estabilidad o del BCE y se emplea especialmente a favor de la independencia del Banco Central. El ELDR también propone una regulación mejor del sistema financiero, pero está en contra de las nacionalizaciones, la sobrerregulación y el proteccionismo. Propone un papel central del Fondo Monetario Internacional para la regulación de los mercados financieros globales.
- El Partido Verde Europeo (PVE) quiere garantizar créditos públicos para las empresas y crear cinco millones de empleos nuevos a través de inversiones en tecnologías "verdes". Propone una regulación del mercado financiero europea dentro del marco internacional y está a favor de un impuesto sobre las transacciones financieras (tasa Tobin). Además, quiere luchar contra los paraísos fiscales y evitar la evasión fiscal y la competencia fiscal entre los Estados miembros a través de directivas europeas.
- El Partido de la Izquierda Europea (PIE) tiene como exigencia central el abandono de la estrategia de Lisboa de 2000. Exige la estatización de sectores económicos estratégicos como el financiero y un programa público de inversiones y créditos. Quiere una reforma del BCE para que este ya no persiga sólo la estabilidad de precios, sino también el crecimiento y el empleo; además, quiere abolir la independencia del BCE. En política fiscal, el PIE exige una armonización de los sistemas financieros nacionales según el principio de impuestos progresivos, aumentar los impuestos sobre ingresos y capitales, introducir la tasa Tobin y luchar contra los paraísos fiscales.
- La Alianza Libre Europea (ALE) exige una regulación europea de los mercados financieros, estableciendo instrumentos de control comunes y un presupuesto de intervención del BCE para luchar contra las crisis económicas.

### Educación e investigación
En el sector de educación e investigación, los temas principales son las inversiones en investigación y desarrollo (I+D), la relación entre ciencia y economía y el futuro desarrollo del Espacio Europeo de Educación Superior (proceso de Bolonia).
- El PPE considera que, siguiendo la estrategia de Lisboa, la educación es la base del Espacio Económico Europeo. Quiere ampliar las inversiones en I+D a un tres por ciento del PIB en 2010 y un cuatro por ciento en 2015. Además, quiere una cooperación más intensa entre la investigación académica y la implementación económica.
- El PSE también propone aumentar las inversiones en I+D e innovación. Además, propone un "Pacto Europeo por el Futuro del Empleo" para fomentar los programas de intercambio transnacionales en el sector de educación.
- El ELDR exige mayor movilidad de estudiantes y científicos, además de la introducción de reglas europeas comunes sobre la propiedad intelectual.
- El PVE exige "inversiones masivas" en los sectores de educación, ciencia e investigación, sobre todo en las tecnologías ecológicas.
- El PIE rechaza el proceso de Bolonia y exige una educación pública y gratuita que no se oriente en objetivos económicos.
- La ALE ve la innovación como una posibilidad de fomentar el desarrollo sostenible y de agilizar el mercado de trabajo para cumplir con la estrategia de Lisboa. Quiere decuplicar el uso de los programas de intercambio de la UE: por ejemplo, la cuota de estudiantes Erasmus debe aumentar del 2% al 20%. Los programas de educación de la UE deben fomentar especialmente el aprendizaje de lenguas minoritarias.

### Protección del clima, política de energía y transportes
En la lucha contra el cambio climático, el tema principal es la posición de la UE en la conferencia de la ONU sobre un acuerdo pos-Kioto. Algunos partidos proponen cifras concretas para los objetivos de reducción de las emisiones de gases de efecto invernadero y de ampliación del porcentaje de energías renovables. Además, se discuten la ampliación de las redes transeuropeas de transportes y energía, la desoncentración de la industria energética a través de la separación de producción e infraestructura, y el futuro de la energía nuclear.
- El PPE quiere cerrar un acuerdo pos-Kioto aún en 2009 y propone que la UE apruebe reducir de sus emisiones un 30% hasta 2020. Además, hasta esa fecha, la cuota de energías renovables deberá ser de 20%, el consumo total de energía debe bajar un 20%. Además, la UE debe buscar ser líder del mercado de eficiencia energética. El PPE propone ampliar la red transeuropea de ferrocarriles y el espacio aéreo unificado y mantener la energía nuclear.
- El PSE busca un acuerdo pos-Kioto con la participación de todos los Estados industrializados y recienmente industrializados, en el que la UE acepte reducir de sus emisiones un 30% hasta 2020. Además, debe ofrecer más ayuda financiera y tecnológica para la protección del clima en los países en desarrollo. El PSE exige la introducción de una Política Energética Común para fomentar la eficiencia energética y las energía renovables (entre otras cosas, con energía solar del sur de Europa y del norte de África). Propone ampliar las redes transeuropeas de energía e introducir el Régimen de Comercio de Derechos de Emisión de la Unión Europea en más sectores (energía, agricultura, transportes etc.). Quiere ampliar red europea de trenes de alta velocidad y el espacio aéreo unificado y dejar la decisión sobre el uso de la energía nuclear a los Estados miembros.
- El ELDR quiere fomentar las inversiones en tecnologías ecológicas y exige una desconcentración de la industria energética.
- Para el PVE, el llamado Green New Deal es una de las bases del programa electoral. En el acuerdo pos-Kioto, quiere aceptar reducir las emisiones de la UE un 40% hasta 2020 y un 80-95% hasta 2050 y propone más ayuda para la protección del clima en los países en desarrollo. Propone reducir el consumo de energía un 20% hasta 2020 y aumentar la cuota de energía renovable a un 100% a largo plazo. Exige la desconcentración de la energía nuclear, la ampliación de la red energética y de las redes de ferrocarriles y vías de agua, la reducción de incentivos para el transporte aéreo y en carretera y el abandono de la energía nuclear en toda Europa.
- El PIE quiere aceptar en el acuerdo pos-Kioto una reducción de las emisiones globales del 30% hasta 2020 y del 80% hasta 2050 y exige más ayuda tecnológica para los países en desarrollo. Quiere bajar el consumo de energía un 20% y aumentar la cuota de energías renovables un 25% hasta 2020. La eficiencia energética debe subir un 2% cada año. Además, el PIE exige la creación de un Fondo Europeo para fomentar innovaciones ecológicas.
- La ALE exige un papel principal de la UE en la conferencia sobre cambio climático. Quiere que la huella ecológica de la UE baje de 4,8 a 1,8 hectáreas por persona. Las regiones de costas y montañas, las más amenazadas por el cambio climático, deben recibir ayudas especiales. Además, la ALE exige fomentar especialmente las casas de bajo gasto energético y las casas pasivas y quiere ampliar las redes de tráfico paneuropeas. Quiere fomentar los medios de transporte ecológicos aplicando el principio de que el que produzca polución tenga que pagar los costes ecológicos. La ALE rechaza la energía nuclear y propone sustituir la Euratom por una nueva organización para el fomento de las energías renovables ("Eurenew").

### Seguridad interior, derechos civiles y justicia
Con el Tratado de Lisboa, el Parlament Europeo tendrá por primera vez competencias en la cooperación policial y judicial en materia penal (CPJMP). Por lo tanto, también el futuro de ésta, sobre todo la política antiterrorista europea, es un tema en los programas electorales. Además, algunos partidos exigen ampliar la política europea de igualdad social y el reconocimiento de nuevos derechos civiles.
- El PPE propone ampliar la política antiterrorista europea a través de una coordinación mejor entre el comisario de Justicia, Libertad y Seguridad, el encargado europeo de política antiterrorista y el jefe de Europol. Además, exige reuniones periódicas entre los ministros de Interior europeos y las instituciones europeas que se ocupen de política antiterrorista. El PPE quiere mejorar la capacidad de operación de Europol y Eurojust.
- El PSE quiere también ampliar la CPJMP en materia antiterrorista, pero sin reducir los derechos civiles. Propone la creación de instrumentos europeos para la administración de desastres y una ampliación de las medidas contra la discriminación, además del reconocimiento de derechos como el matrimonio igualitario.
- El ELDR también está a favor de una ampliación de la CPJMP, pero hace hincapié en el respeto de los derechos procesuales de los imputados. Además, exige respeto ante las libertades civiles en la UE, sobre todo los derechos de opinión, reunión, libertad de religión, propiedad, además de derechos de minorías y de protección de datos.
- El PVE exige ampliar las medidas contra la discriminación y mejorar la protección de datos en la UE. Quiere usar la CPJMP para luchar mejor contra el crimen organizado.
- El PIE quiere abolir las medidas europeas antiterroristas, sobre todo la "lista europea de organizaciones terroristas". Está a favor de ampliar las medidas antidiscriminatorias y el fomento de los derechos civiles individuales. Con este objetivo, exige una Carta Europea de Derechos Fundamentales con valor jurídico y la entrada de la UE en la Convención Europea de Derechos Humanos. (Ambas medidas también están previstas en el Tratado de Lisboa, que, en su conjunto, es rechazado por el PIE). El PIE quiere introducir un nuevo derecho europeo de aborto.
- La ALE está a favor de amplia las medidas contra la discriminación. Además, exige una coordinación europea de la donación de órganos y el establecimiento  de una agencia europea de donación de órganos.

### Política de migración y asilo
Otro tema de los programas electorales son la unificación de la política de asilo e inmigración, integración de inmigrantes y medidas comunes para evitar la inmigración irregular.
- El PPE quiere introducir una política de asilo común y ampliar el sistema europeo de control de fronteras (Frontex), creando un sistema común de guardacostas. Para la redirección de inmigrantes ilegales, el PPE quiere cooperar con los países de procedencia; además, quiere fomentar económicamente a los países vecinos de la UE para bajar los incentivos a la inmigración. A través de un nuevo sistema Blue Card (análogo al Green Card estadounidense), el PPE quiere atraer a inmigrantes cualificados. Además, el PPE exige que puestos de trabajo en la UE se designen prioritariamente a ciudadanos de la Unión.
- La migración es uno de los aspectos básicos del programa electoral del PSE. Exige una política de asilo común con normas europeas sobre la inmigración legal. Con una Carta Europea para la Integración quiere fomentar medidas de educación lingüística y cultural para inmigrantes. Además, quiere ampliar el control de fronteras común, cooperar con los países de procedencia para la redirección de inmigrantes ilegales y fomentar económicamente a los países vecinos de la UE.
- El ELDR exige sobre todo un sistema Blue Card para la inmigración regular de inmigrantes cualificados.
- El PVE busca una ampliación de la inmigración legal y una mejora de la situación de vida de los inmigrantes.
- El PIE exige una política común de refugiados sobre la base de la convención de refugiados de Ginebra de 1951. Quiere reconocer la violencia de género y la violencia no-estatal como causas de asilo. Rechaza las deportaciones tanto como el sistema de control de fronteras Frontex y subraya el derecho de inmigrantes al trabajo.
- La ALE ve la inmigración como un enriquecimiento y quiere mejorar la integración de los inmigrantes mejorando sus derechos laborales y fomentando el aprendizaje de lenguas regionales. Además, exige una aplicación del derecho al asilo.

### Política agraria y de protección al consumidor
La reforma de la Política Agraria Común (PAC) y la redefinición de sus objetivos es otro punto importante de los programas electorales. Además, se discute el futuro de los biocombustibles y las medidas de protección al consumidor.
- El PPE propone que los objetivos de la PAC sean la seguridad de abastecimiento, la presencia en los mercados globales, la protección del paisaje y la protección del medio ambiente. Quiere ampliar la superficie de cultivo a través de una planificación mejor. Propone fomentar la producción de bioenergía desde residuos agrarios, además de las nuevas tecnologías en el sector de alimentación, pasto y energía. Para mejorar la protección al consumidor, el PPE propone informaciones obligatorias en los envases y la aplicación de los reglamentos europeos sobre seguridad alimentaria también a los productos de importación.
- El PSE quiere que los objetivos principales de la PAC sean la protección del medio ambiente, la calidad de los productos y la seguridad de abastecimiento; la producción de biocombustibles no debe restringir la de produtos alimentarios. Además, exige mejorar los derechos de los consumidores.
- El ELDR exige una reforma general de la PAC dentro del marco de la OMC, con una reducción notable del presupuesto de la PAC.
- El PVE también exige una reforma de la PAC para convertir el fomento de la agricultura ecológica en su punto central. Además, quiere abolir las subvenciones de la UE para las exportaciones de productos agrarios. El PVE subraya la importancia de la biodiversidad y busca prohibir los organismos transgénicos y fomentar los mercados alimentarios locales. Para la protección de los animales, quiere reducir los transportes de animales vivos y la experimentación con animales.
- El PIE quiere mantener una política agraria pública y está en contra de una reforma de la PAC dentro del marco de la OMC. Quiere que la producción local y la protección contra el mercado global tengan prioridad en la PAC; en vez de grandes empresas agrarias quiere ayudar sobre todo a las pequeñas granjas. Además, exige la protección de la biodiversidad, el fomento de la agricultura ecológica, la prohibición de los organismos transgénicos y de los biocombustibles que compitan con la producción de alimentos.
- La ALE exige que la reforma de la PAC ayude sobre todo a las granjas pequeñas y que tenga como objetivo principal la calidad de los alimentos y la producción regional y local. Rechaza los alimentos transgénicos y quiere unas reglas de etiquetado más estrictas para los productos de importación. Además, la protección de los animales debe tener un papel más importante en la UE.

### Política social
Otro punto de debate es el futuro de una política social común, sobre todo la introducción de un salario mínimo europeo y la ampliación de los derechos de los trabajadores. Sin embargo, no todos los partidos hacen referencia a este tema.
- El PPE no hace referencia a una posible política social común. Sin embargo, hace hincapié en que los sistema sociales nacionales no deben ser ningún obstáculo para el mercado interior común. Quiere que los sistemas de seguridad social nacionales se adapten al desarrollo demográfico y que se flexibilice la edad de jubilación para hacer posible una vida de trabajo más larga. Además, quiere mejorar la oferta de guarderías infantiles.
- El PSE exige un Pacto Social Europeo de Progreso que defina unos estándares mínimos para las políticas nacionales de seguridad social, sanidad y educación. Con un pacto europeo sobre los salarios, quiere introducir un salario mínimo europeo y fortalecer los derechos de los empleados. Además, quiere crear un marco europeo para contratos colectivos transnacionales y fortalecer los Comités de Empresa Europeos. Quiere mejorar los derechos de los becarios y de las mujeres empleadas con sendas Cartas Europeas. Además, quiere introducir el cargo de un Comisario Europeo de Igualdad de Género y mejorar la oferta de guarderías infantiles.
- El ELDR no se pronuncia en sus programa sobre política social.
- El PVE exige la ampliación y armonización de los derechos de los empleados. Está en contra de la privatización de servicios públicos como la sanidad y la educación y exige garantizar un nivel de vida mínimo y la introducción de salarios mínimos europeos.
- El PIE exige la introducción de un sistema de seguridad social completo a nivel europeo. Este debe implicar, entre otras cosas, la introducción de salarios mínimos europeos de un 60% de los salarios medios nacionales, el fortalecimiento de convenios colectivos y derechos de los empleados, la definición del horario de trabajo máximo en 40 horas semanales, además de los derechos de reunión, cogestión y huelga. Quiere revocar la privatización de servicios públicos como la educación, el cuidado de niños, enfermos y ancianos, el abastecimiento de agua y energía, transporte público, correos, cultura, etc. y propone una ampliación de las inversones estatales en estos sectores. Además, quiere garantizar un acceso mejor y más barato a los medios de comunicación como internet.
- La ALE exige una nueva agenda social de la UE para luchar contra la discriminación y mejorar las condiciones de trabajo. Quiere fomentar especialmente la igualdad de género en el mercado de trabajo. Los servicios como el abastecimiento de agua deben seguir siendo públicos y a precios bajos.

### Política Exterior y de Seguridad Común
Aunque el Parlamento Europeo sólo puede actuar de forma consultiva en el marco de la Política Exterior y de Seguridad Común (PESC), ésta es otro punto central de los programas electorales. Sobre todo se discuten el futuro de la Política Europea de Seguridad y Defensa (PESD) y su relación con la OTAN, la mejora de la ayuda al desarrollo y la modelación de acuerdos internacionales de comercio.
- El PPE exige fortalecer al Alto Representante para la PESC en la concepción de una política exterior común. La PESD debe desarrollarse en coordinación con Estados Unidos y la OTAN hacia una alianza militar con una obligación de asistencia mutua en caso de defensa. Todas las actividades de investigación militar deben reunirse dentro del marco de la Agencia Europea de Defensa; además, el PPE quiere formar unas Fuerzas de Defensa comunes de los Estados que quieran participar en ellas. El PPE exige un compromiso mayor en la lucha contra el terrorismo internacional y el fomento del desarme internacional y se pronuncia a favor de la creación de un Estado palestino.
- El PSE exige ampliar las capacidades de la UE para solucionar conflictos internacionales y repartir de forma más justa el peso de las misiones de paz dentro del marco de la ONU. La PESD debe ampliarse en coordinación con la OTAN. El PSE exige reglamentos más estrictos para la exportación de armas y quiere que la UE se emplee a favor de un moratorio global contra la pena de muerte. Además, busca una reforma de organizaciones internacionales como la ONU, la OMC, el Banco Mundial y el FMI para que representen mejor a los países en desarrollo. Para fomentar estándares globales ecológicos y sociales, el PSE quiere introducir cláusulas obligatorias en los acuerdos comerciales que la UE cierre con otros Estados bilateralmente o dentro del marco de la OMC.
- El ELDR quiere fortalecer al Alto Representante para la PESC y ampliar la PESD en cooperación con la OTAN. Además, quiere fortalecer las capacidades de resolución civil de conflictos y de mantenimiento de la paz. La UE debe aportar su experiencia en la construcción de instituciones en regiones inestables.
- El PVE exige que la lucha contra la pobreza sea la prioridad de la política exterior europea. Para ello, quiere aumentar la ayuda al desarrollo al 0,7% del PIB europeo. Al cerrar acuerdos comerciales, el PVE quiere introducir cláusulas obligatorias sobre estándares ecológicos y sociales. Además, el PVE quiere el establecimiento de un Cuerpo de Paz Civil Europeo para acciones humanitarias no militares.
- El PIE rechaza la guerra como medio de la política. Exige la sustitución de la Agencia Europea de Defensa por una Agencia Europea del Desarme, la disolución de la OTAN y el desarrollo de un concepto de seguridad europeo alternativo, una reforma y democratización del sistema de Naciones Unidas y la ampliación de la ayuda al desarrollo. Además, el PIE quiere que se condonen las deudas de los países más pobres del mundo, la salida de las tropas occidentales de Irak y Afganistán, la creación de un Estado palestino, negociaciones diplomáticas con Irán sobre la cuestión nuclear y rechaza la construcción de sistemas de defensa de misiles (como los planificados en República Checa y Polonia).
- La ALE quiere que la prevención de conflictos sea el objetivo principal de la política exterior europea y exige un mayor compromiso en las misiones de paz. La lucha antiterrorista internacional no debe ir a expensas de los derechos humanos. Además, las exportaciones de armas deben reducirse y todas las armas de destrucción masiva deben destruirse; la UE debe ser una zona exenta de armas nucleares. La ALE quiere ampliar y coordinar mejor la ayuda al desarrollo y ayudar a los países en desarrollo con unos tratados de comercio más justos. Además, la ALE exige un programa de inversión europeo para la energía solar en África.

### Instituciones y ampliación de la UE
Aunque el Parlamento Europeo ya ha ratificado el Tratado de Lisboa, los programas electorales de varios partidos retoman esta cuestión y proponen, además, nuevas reformas. Además, se debate la posible ampliación de la UE con la adhesión de Turquía y los países de la Península Balcánica.
- El PPE defiende el Tratado de Lisboa y subraya la importancia del principio de subsidiariedad. No quiere permitir nuevas ampliaciones hasta que no entre en valor el Tratado de Lisboa. Además, propone la oferta de un partenariado privilegiado para los países que no "puedan o quieran" entrar en la UE, en referencia a Turquía.
- El PSE también defiende el Tratado de Lisboa y exige, además, un registro de todos los lobbyistas en las instituciones europeas. Está a favor de negociaciones de adhesión con Croacia y los demás Estados balcánicos y exige criterios claros para las negociaciones con Turquía.
- El ELDR también defiende el Tratado de Lisboa y subraya la importancia de los criterios de Copenhague (democracia, Estado de derecho, economía de mercado) para la entrada de nuevos Estados, respentado también la capacidad de absorción de la Unión.
- El PVE no se pronuncia sobre el Tratado de Lisboa. Para futuras reformas del Tratado exige un derecho de iniciativa legal para el Parlamento Europeo y una reforma del sistema electoral de las elecciones europeas para que una parte de los diputados sean elegidos a través de listas paneuropeas. Además, propone reducir la edad legal para participar en las elecciones y exige la introducción de referendos paneuropeos.
- El PIE rechaza el Tratado de Lisboa y exige una discusión sobre posibles alternativas. Propone un derecho de iniciativa legal para el Parlamento Europeo y la introducción de referendos europeos. Para las futuras ampliaciones, quiere que sean decisivos los criterios de democracia, derechos humanos y Estado de derecho.
- La ALE no se pronuncia sobre el Tratado de Lisboa, pero propone varias reformas institucionales. Subraya la importancia del principio de subsidiariedad y exige un papel más importante de los parlamentos nacionales y regionales. Además, quiere que el Comité de las Regiones se convierta en un "Senado" regional de la UE y que el presidente de la Comisión Europea sea elegido directamente por la población. El catalán, euskera, gallego, galés y gaélico escocés deben ser reconocidos como idiomas oficiales de la UE. Además, la ALE rubraya el derecho de autodeterminación de las naciones sin Estado y exige que la UE se mantenga abierta a "ampliaciones internas" (es decir, secesiones de regiones de sus Estados miembros). La ALE sólo quiere aceptar nuevas ampliaciones después de la realización de estas reformas institucionales.

## Resultados

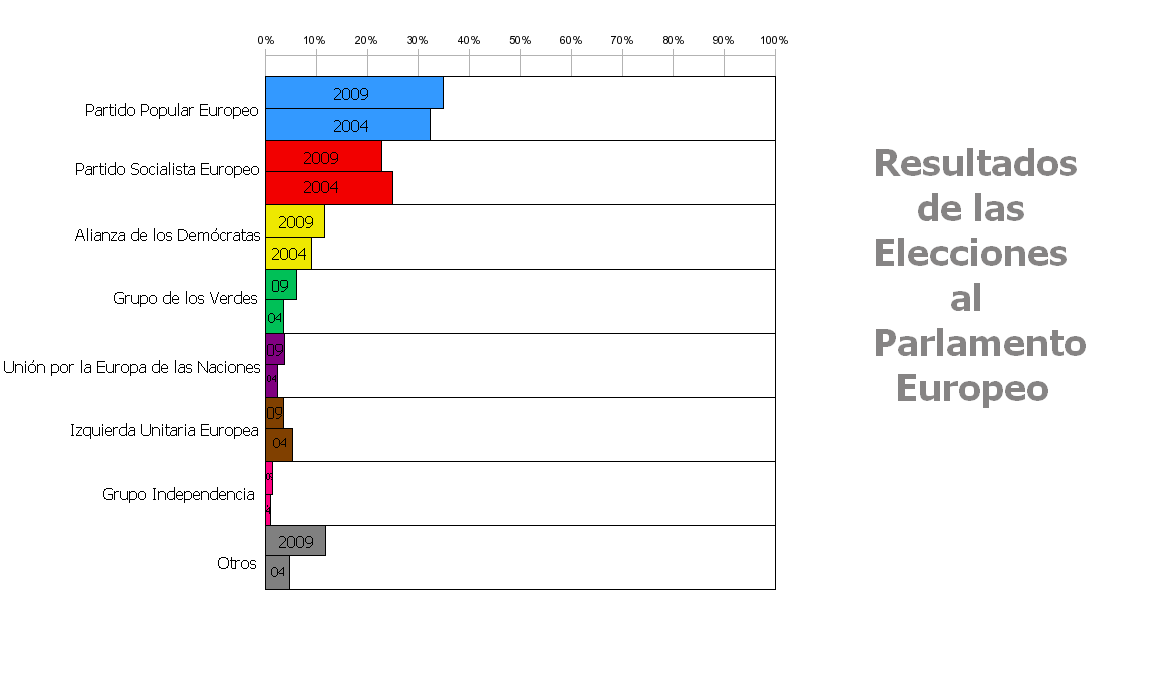
Resultados de las Elecciones al Parlamento Europeo de 2009.

A continuación se indican las formaciones políticas que obtuvieron representación en el Parlamento Europeo, clasificadas según su país y el partido político reconocido a nivel europeo al que se adscriben. Se recoge también la información referente a las formaciones políticas que, no habiendo obtenido escaño, son miembros de dichos partidos. La participación a nivel europeo fue del 43 %.
| País                | Partido político reconocido a nivel europeo   | Partido político reconocido a nivel europeo | Partido político reconocido a nivel europeo | Partido político reconocido a nivel europeo | Partido político reconocido a nivel europeo      | Partido político reconocido a nivel europeo | Partido político reconocido a nivel europeo  | Partido político reconocido a nivel europeo | Partido político reconocido a nivel europeo                     | Escaños | Part. (%) |
| País                | PPE                                           | PSE                                         | ELDR                                        | PDE                                         | AEN                                              | PVE                                         | ALE                                          | PIE                                         | Otros                                                           | Escaños | Part. (%) |
| ------------------- | --------------------------------------------- | ------------------------------------------- | ------------------------------------------- | ------------------------------------------- | ------------------------------------------------ | ------------------------------------------- | -------------------------------------------- | ------------------------------------------- | --------------------------------------------------------------- | ------- | --------- |
| Alemania            | 34 (CDU) 8 (CSU)                              | 23 (SPD)                                    | 12 (FDP)                                    |                                             |                                                  | 14 (GRÜNE)                                  | 0 (BP)                                       | 8 (Die Linke)                               |                                                                 | 99      | ?         |
| Austria             | 6 (ÖVP)                                       | 4 (SPÖ)                                     | 0 (LIF)                                     |                                             |                                                  | 2 (GRÜNE)                                   | 0 (EL)                                       | 0 (KPÖ)                                     | 3 (Liste Dr. Hans-Peter Martin) 2 (FPÖ)                         | 17      | ?         |
| Bélgica             | 3 (CD&V) 1 (CDH)                              | 3 (PS) 2 (SP.A)                             | 3 (Open VLD) 2 (MR)                         | 0 (MCCb)                                    |                                                  | 2 (Ecolo) 1 (Groen!)                        | 0 (SLP) 0 (PJU-PDB)                          | 0 (PC) 0 (KP)                               | 2 (VB) 1 (Lijst Dedecker) 1 (N-VA) 1 (CSP)                      | 22      | ?         |
| Bulgaria            | 5 ( GERB) 1 (SDSb) 0 (DSBb) 0 (DPb) 0 (BZNSb) | 4 (BSPc)                                    | 3 (DPS) 2 (NDSV)                            |                                             |                                                  | 0 (ZP)                                      | 0 (OMO "Irinden" -Pirin)                     |                                             | 2 (ATAKA)                                                       | 17      | ?         |
| República Checa     | 2 (KDU–CSL)                                   | 7 (CSSD)                                    |                                             | 0 (CZ)                                      |                                                  | 0 (SZ)                                      | 0 (Moravané)                                 | 4 (KSCM) 0 (SDS)                            | 9 (ODS)                                                         | 22      | ?         |
| Chipre              | 2 (DISY)                                      | 1 (EDEK)                                    | 0 (EDI)                                     | 0 (EK)\|                                    | 0 (ADIK)                                         | 0 (KOP)                                     |                                              |                                             | 2 (AKEL) 1 (DIKO)                                               | 6       | 58,88     |
| Dinamarca           | 1 (De Konservative) 0 (Kristende- mokraterne) | 4 (Socialde- mokraterne)                    | 3 (Venstre) 0 (Det Radikale Venstre)        |                                             |                                                  |                                             |                                              |                                             | 2 (SF) 2 (Dansk Folkeparti) 1 (Folkebe- vægelsen mod EU)        | 13      | ?         |
| Eslovaquia          | 2 (SDKÚ-DS) 2 (MKP) 2 (KDH)                   | 5 (SMER)                                    |                                             |                                             | 1 (SNS)                                          | 0 (SZ)                                      |                                              |                                             | 1 (LS-HZDS)                                                     | 13      | 19,63     |
| Eslovenia           | 2 (SDS) 1 (NSi) 0 (SLS)                       | 2 (SD)                                      | 1 (LDS) 1 (Zares)                           |                                             |                                                  | 0 (SMS)                                     |                                              |                                             |                                                                 | 7       | 20,40     |
| España · (Detalles) | 23 (PP) 0 (UDCd)                              | 19 (PSOE) 2 (PSCe)                          | 1 (CDCd) 0 (UMd) 0 (CDL)                    | 1 (EAJ-PNVd)                                |                                                  | 1 (ICVf)                                    | 0 (EAg) 0 (CHAg) 0 (PAd)                     | 1 (IUf) 0 (EUiAf)                           | 1 (UPyD)                                                        | 50      | 44,90     |
| España · (Detalles) | 23 (PP) 0 (UDCd)                              | 19 (PSOE) 2 (PSCe)                          | 1 (CDCd) 0 (UMd) 0 (CDL)                    | 1 (EAJ-PNVd)                                | 1 (rotativo entre ERC, BNG, Aralar, Los Verdesg) |                                             |                                              | 1 (IUf) 0 (EUiAf)                           | 1 (UPyD)                                                        | 50      | 44,90     |
| Estonia             | 1 (IRL)                                       | 1 (SDE)                                     | 2 (K) 1 (RE)                                |                                             | 0 (ERL)                                          | 0 (ER)                                      |                                              | 0 (Vasak.)                                  | 1 (Indrek Tarand, indep.)                                       | 6       | ?         |
| Finlandia           | 3 (Kok.)                                      | 2 (SDP)                                     | 3 (Kesk.) 1 (SFP)                           |                                             |                                                  | 2 (Vihr.)                                   | 0 (ÅF)                                       |                                             | 1 (PS) 1 (KD)                                                   | 13      | ?         |
| Francia             | 29 (UMP)                                      | 14 (PS)                                     | 0 (ACDE)                                    | 6 (MoDem) 0 (EAJ-PNBh)                      | 0 (RPF)                                          | 7 (Les Vertsi) 6 (indep.i)                  | 1 (PNCj) 0 (MRSj) 0 (PÒcj) 0 (UDBj) 0 (UPAj) | 4 (Frente de Izquierda)                     | 3 (FN) 1 (Libertas) 1 (PG)                                      | 72      | ?         |
| Grecia              | 8 (ND)                                        | 8 (PASOK)                                   |                                             |                                             | 0 (ESESY)                                        | 1 (OP)                                      | 0 (Vinozhito)                                | 1 (SYRIZA)                                  | 2 (KKE) 2 (LAOS)                                                | 22      | ?         |
| Hungría             | 14 (FIDESZ) 1 (MDF) 0 (KDNP)                  | 4 (MSZP) 0 (MSZDP)                          | 0 (SZDSZ)                                   |                                             | 0 (MVPP)                                         | 0 (ZÖLD)                                    | 0 (MMRÖP)                                    |                                             | 3 (JOBBIK)                                                      | 22      | ?         |
| Irlanda             | 4 (FG)                                        | 3 (Labour Party)                            | 3 (FF)                                      |                                             |                                                  | 0 (GP)                                      |                                              |                                             | 1 (SP) 1 (Marian Harkin, indep.)                                | 12      | ?         |
| Italia              | 29 (PdL) 5 (UDC) 1 (SVP)                      | 21 (PD)                                     | 7 (IdV) 0 (Radicales)                       |                                             |                                                  | 0 (Verdes)                                  |                                              | 0 (RC)                                      | 9 (LN)                                                          | 72      | ?         |
| Letonia             | 1 (JL) 0 (TP)                                 | 0 (LSDSP)                                   | 1 (LPP-LC)                                  |                                             | 1 (TB-LNNK)                                      | 0 (LZP)                                     |                                              |                                             | 2 (PS) 2 (SC) 1 (PCTVL)                                         | 8       | 52,57     |
| Lituania            | 4 (TS-LKD)                                    | 3 (LSDP)                                    | 1 (LRLS) 0 (LiCS)                           | 1 (DP)                                      | 2 (TT) 0 (LVLS)                                  |                                             | 0 (Polska Partita Ludowa)                    |                                             | 1 (LLRA)                                                        | 12      | ?         |
| Luxemburgo          | 3 (CSV)                                       | 1 (LSAP)                                    | 1 (DP)                                      |                                             | 0 (ADR)                                          | 1 (Déi Gréng)                               |                                              | 0 (Déi Lénk)                                |                                                                 | 6       | ?         |
| Malta               | 2 (PN)                                        | 3 (PL)                                      |                                             |                                             |                                                  | 0 (AD)                                      |                                              |                                             |                                                                 | 5       | 78,8      |
| Países Bajos        | 5 (CDA)                                       | 3 (PvdA)                                    | 3 (VVD) 3 (D66)                             |                                             |                                                  | 3 (GL) 0 (De Groenen)                       | 0 (FNP)                                      |                                             | 4 (PVV) 2 (SP) 2 (CU-SGP)                                       | 25      | 36,5      |
| Polonia             | 25 (PO) 3 (PSL)                               | 7 (SLDñ) 0 (UPñ)                            | 0 (PDo)                                     |                                             | 15 (PiS)                                         | 0 (Zieloni 2004o)                           | 0 (RAS)                                      |                                             |                                                                 | 50      | 24,53     |
| Portugal            | 8 (PSD) 2 (CDS-PP)                            | 7 (PS)                                      |                                             |                                             |                                                  | 0 (PEV)                                     |                                              | 3 (BE)                                      | 2 (PCP)                                                         | 22      | 36,8      |
| Reino Unido         |                                               | 13 (Labour Party) 0 (SDLP)                  | 11 (Lib Dems)                               |                                             |                                                  | 2 (GPEW) 0 (SGP)                            | 2 (SNP) 1 (PC) 0 (MK)                        |                                             | 25 (Conser- vadores) 13 (UKIP) 2 (BNP) 1 (UCUNF) 1 (DUP) 1 (SF) | 72      | ?         |
| Rumania             | 10 (PD-L) 3 (RMDSZ) 0 (PNTCD)                 | 11 (PSD)                                    | 5 (PNL)                                     |                                             |                                                  | 0 (Verzii)                                  |                                              | 0 (PAS)                                     | 3 (PRM) 1 (Elena Basescu, indep.)                               | 33      | ?         |
| Suecia              | 4 (M) 1 (KD)                                  | 5 (SAP)                                     | 3 (FP) 1 (C)                                |                                             |                                                  | 2 (MP)                                      |                                              |                                             | 1 (PP) 1 (V)                                                    | 18      | ?         |
| Total               | 230                                           | 161                                         | 82                                          | 82                                          | 19                                               | 49                                          | 49                                           | 18                                          | 177                                                             | 736     | ?         |

| aIntegrado en la lista del MR bComo parte de la coalición Sinyata koalitsia cPor la coalición Koalicija za Balgarija dPor la coalición CEU eIntegrado en la lista del PSOE fPor la coalición La Izquierda gPor la coalición EdP-V hCon el nombre Euskadi Europan iPor la lista Europe Écologie | jPor la lista Europe Écologie en representación de la FPRS kIntegrados en la lista del PdL lPor la coalición SL mCon el nombre Lista Bonino-Pannella nForza Italia, núcleo del PdL, formaba parte del PPE. Alianza Nacional formaba parte de AEN ñPor la coalición SLD-UP oPor la coalición PdP |